# Вікінг-рок
Ві́кінг-рок (швед. vikingarock) — жанр рок-музики. Поширений головним чином в Скандинавії.

## Історія та характеристика жанру
Вікінг-рок зародився в 1980-ті роки. У музичному відношенні вікінг-рок є панк-роком з елементами фолк-музики. Головні теми пісень — життя вікінгів, скандинавська міфологія, історія Скандинавії (особливо час Карла XII).
Вікінг-рок часто пов’язують із перевагою білих. Багато хто не робить різниці між вікінг-роком і білою музикою, і ведуться дискусії щодо того, чи є вікінгський рок по суті расистським. Однак деякі вікінг-рок-групи, наприклад, шведська група Hel, нібито не схвалюють расизм.
Музичний фестиваль присвячений вікінгському року — Kuggnäsfestivalen, який відбувається у Швеції.